# Annika Åhnberg
Karin Annika Åhnberg, född Brandt den 7 november 1949 i Ulricehamns församling i Älvsborgs län, död 18 juni 2025 i Ingelstorps distrikt i Ystads kommun, Skåne län, var en svensk politiker (socialdemokrat, tidigare vänsterpartist). Hon var Sveriges jordbruksminister 1996–1998.

## Karriär
På 1970-talet var Åhnberg aktiv inom Förbundet Kommunist, men blev under 1980-talet medlem i Vänsterpartiet kommunisterna (från 1990 Vänsterpartiet). Hon blev invald i Sveriges riksdag i valet 1988 och satt i jordbruksutskottet. Hon fungerade också som partiets miljötalesman fram till 1992. 
Åhnberg lämnade Vänsterpartiet i protest mot partiets motstånd mot EU och var politisk vilde i riksdagen 1992–1994.  År 1994 blev hon anställd av Kooperativa Förbundet, som projektledare på huvudkontoret. Hon arbetade bland annat med frågor om medlemsinflytande, märkning av genmodifierade livsmedel, fairtrademärkning och handel med tredje världen.
Efter att hon lämnat riksdagen 1994 gick Åhnberg med i Socialdemokraterna. I mars 1996 utnämnde den nytillträdde statsministern Göran Persson henne till jordbruksminister i regeringen Persson, ett ämbete hon hade fram till valet 1998.
Åhnberg arbetade senare som informationsdirektör och vice VD för Alfa Laval. Hon invaldes 1999 som ledamot av Kungliga skogs- och lantbruksakademien, där hon 2006 blev ordförande i den Allmänna avdelningen. Sedan 2000 var hon även ledamot av Kungliga Ingenjörsvetenskapsakademien.
Hon var 2001–2005 ordförande i Rädda Barnen i Sverige.
Åhnberg promoverades den 6 oktober 2007 till agronomie hedersdoktor vid Sveriges lantbruksuniversitet "för sitt insiktsfulla arbete för en god djuromsorg i förening med ett bärkraftigt svenskt lantbruk".

## Privatliv
Åhnberg växte upp i området som informellt kallas för Sibirien i Vasastaden i Stockholm. Hon var gift och hade sex barn.

## Utmärkelser
- H.M. Konungens medalj av 12:e storleken i Serafimerordens band, 28 januari 2025[11]